# 巩金龙
巩金龙（1979年6月—），男，汉族，中华人民共和国化学家，现任天津大学党委常委、副校长、教授，中华全国青年联合会副主席。